# تیولو
تیولو (به لاتین: Thyolo) یک شهر در مالاوی است که در منطقه جنوبی مالاوی واقع شده‌است.

## خصوصیات
تیولو ۷٬۰۲۹ نفر جمعیت دارد.